# (278141) Tatooine
(278141) Tatooine est un astéroïde de la ceinture principale.

## Description
(278141) Tatooine est un astéroïde de la ceinture principale. Il fut découvert le 15 février 2007 à Taunus par Stefan Karge et Erwin Schwab. Il présente une orbite caractérisée par un demi-grand axe de 2,37 UA, une excentricité de 0,15 et une inclinaison de 2,1° par rapport à l'écliptique.
L'astéroïde est nommé d'après Tatooine, une planète fictive de l'univers imaginaire de la saga Star Wars.